# Sujánszky Antal
Sujánszky Antal (Pest, 1815. augusztus 4. – Esztergom, 1906. augusztus 13.) választott püspök, esztergomi kanonok, író, költő, szerkesztő, a katolikus vallásos költészet művelője.

## Élete
Sujánszky Antal ügyvéd és Deák Erzsébet fia. Az algimnáziumot Pesten végezte. 1829-ben felvételt nyert az Esztergom-főegyházmegyei papok közé. Miután két évet a pozsonyi Emericanumban és kettőt mint a bölcselet hallgatója Nagyszombatban töltött, 1833-ban a teologiára a bécsi Pazmaneumba küldték. Amikor a teológiát elvégezte, a pesti egyetemen a magyar jogot hallgatta. 1838. szeptember 29-én pappá szentelték. Egy ideig Komáromban volt káplán, azután pedig 15 évig Pesten működött hasonló minőségben; plébánossá választották 1840-ben a Lipótvárosban, 1842-ben a várban, 1854. július 12-ben a Józsefvárosban. 1861-ben alesperes, 1862-ben Szent Brigitta szigetéről nevezett címzetes prépost, 1869. június 12-én esztergomi kanonok, 1872-ben a Pazmaneum kormányzója, 1886. június 3-án pápai praelátus, 1891. november 10-én vovadrai címzetes püspök lett. A káptalanban 1878. július 1-jén sasvári, 1880. március 22-én nógrádi, 1888. május 12-én székesegyházi főesperessé, november 27-én őrkanonokká, 1889. december 29-én olvasókanonokká, s végül 1894. február 13-án nagypréposttá lépett elő.
Az 1837 és 1868 között megjelent költeményei „a forradalom előtti kor leghivatottabb egyházi költőjévé” avatták őt.

## Írásai
Költeményei a következő folyóiratokban, hirlapokban és évkönyvekben jelentek meg: Pesti növendékpapság munkálatai (1837-38.), Rajzolatok (1837-38.), Athenaeum (1838-39.), Anastasia (1838.), Szivárvány (1838.), Religio és Nevelés (1841-44., 1849., 1853-54.), Emlény (1840-42), N. Almanach (1842.), Szivárvány (1844.), Aradi Vészlapok (1844.), Pesti Divatlap (1844-45.), Nemzetőr (1848.), Kath. Néplap (1848., 1850.), Ker. Naptár (1849.), Romemlékek (1851.), Remény (1851.), Nagyenyedi Album (1851.), Szikszói Enyhlapok (1853.), Szépirodalmi Lapok (1853.), Családi Lapok (1852., 1854-55., 1858.), Kaiser-Album (1858.), Idők Tanuja (1862. 125. sz.), Egyházi Lapok (1865.), István b. Naptára (1868. Gróf Forray-Brunswik Julia emléke); az Egyetemes Magyar Encyclopaediának is munkatársa volt.
Álneve: Kázmérfy Antal (a Munkálatokban).

## Munkái
- Öröm-dal V. Ferdinánd... királyunk fölgyógyulásakor. Pest, 1833.
- Kunszt József apát... neve ünnepére... Bécs, 1836.
- Örömvers, ...hg. Kopácsy József Magyarország prímása... 1839. máj. 28. történt beiktatási ünnepén... Buda, 1839.
- A kereszténység védelme vagy értekezések a religioról. Frayssinous Dénes... után francziából ford. Pest, 1840. és 1844. Három kötet.
- Minden bölcseség kezdete az Urnak félelme. Imakönyv... Münster Bernát után németből ford. Pest, 1843.
- Kalászat a legjelesb német katholikus hitszónokok egyházi beszédeiből. Több paptársai segédmunkálatai mellett. Uo. 1844-53. Nyolcz kötet.
- Kempis Tamás négy könyve Jézus Krisztus követéséről. Ford. Uo. 1844. (Ism. Kath. Szemle 1887.) Online
- Sujánszky Antal vallásos és hazafiui költeményei. Uo. 1844. (Ism. Egyh. Lit. Lap; 2. kiadás. Uo. 1853.)
- Egyházi beszéd, melyet a császárfürdői vendégek számára készített kápolna alapkövének letétele és fölszenteltetése alkalmával az udvartéren 1844. aug. 8. tartott. Buda, 1844.
- Ájtatosság gyöngyei. Imakönyv. Uo. 1846.
- Fényrajzok Jézus és az apostolok életéből... 24 aczélmetszettel. Lipcse, 1846. (Uj kiadás. Uo. 1854).
- Schmid Kristóf ifjusági iratai, 3. egészen újra átdolgozott magyar kiadás, új beszélyekkel bővítve és 10 aczélmetszettel. S. szerkesztése alatt. Pest, 1847-51. Tíz kötet.
- Szent hangzatok. Imák keresztény katolikusok számára. Szerzette Albach... ford... Pest, 1849. (2. kiadás 1850., 3. k. 1857. Uo. 7. k. 1876. Lafite és Elsnernél).
- Tábori utasítás a gyalogság, lovasság és tüzérség számára. Németből Budavárának ostroma alatt egy havi rövid időtartam alatt fordítva 8 kőny. tervvel. Uo. 1849.
- Örömdal... Scitovszky János... ország hg. prímásának... érseki méltóságába Esztergomban 1850. vízkereszt-napján történt... beiktatásakor a budapesti esperesi kerület összes papságának nevében... Uo.
- Hit, remény és szeretet. Imakönyv. Uo. 1851. (2. kiadás 1863. 3. k. Bpest, 1894.)
- Nép-Szózatok. Utóhangok febr. 18-ról. Irta Dr. Hirsch Rudolf. Ford. Uo. 1853.
- Gróf Nádasdy P. Ferencz néhai kalocsai érsek... Uo. 1855.
- Egyházi beszéd, melyet szt. István... ünnepén 1876. aug. 20. Budán tartott. Bécs, 1876.
- Egyházi beszéd, melyet a nagyváradi 1. sz. Székesegyház fölszentelésének dicső Szent László királynak névünnepére eső százados évforduló napján 1880. jún. 27. Nagyváradon tartott. Bécs, 1880.
- Cathalogus Bibliothecae Joannis Cardinalis Simor, ...Secundum cognomina auctorum descriptus. Strigonii, 1887. (Ism. Religió 1887. II. 14. sz.)
- Szemelvények Sujánszky Antal költeményeiből. Aranymiséje és több mint félszázados irodalmi működésének emlékeül kiadják tisztelői. Esztergom, 1888.
- Sujánszky Antal szent beszédei. kiadja Sujánszky Ödön. Esztergom, 1907.

Szerkesztette Pesten az Őrangyal című vallásos almanachot, korunk gyöngéd hölgyeinek szentelve 1844-1848. (az 1849-51. évfolyam nem jelent meg és az 1852. évfolyammal megszűnt); a Katholikus Néplapot 1855-57-ig szintén Pesten.